# Мохаммед VI
Мохаммед VI бен аль Хасса́н (араб. الملك محمد السادس للمغرب, нар. 21 серпня 1963, Рабат, Марокко) — король Марокко з 1999 року.

## Життєпис
Мохаммед — старший син і друга дитина короля Хасана II і його дружини Лалли Латіфи Хаммам зі знатної берберської родини. До 1999 року Мохаммед був принцом, а 23 липня 1999, через кілька годин після смерті батька, був коронований.
Мохаммед став 23-м королем в династії Алавітів, які правлять Марокко з 1666.

## Керівництво країною
Одними з перших актів Мохаммеда VI стали амністія політв'язням і звільнення міністра внутрішніх справ Дріса Басрі, що символізував репресії і владу таємної поліції при попередньому королі. Великі амністії були оголошені королем також в 2003 і 2005 роках.
У 2005 оголосив про програму розвитку людського потенціалу в країні, в першу чергу у вигляді боротьби з бідністю. Спочатку на програму було виділено 13 млрд дирхамів на 5 років (2006—2010), програма торкнулася близько 5 мільйонів марокканців (в тому числі дозволила створити 40 000 нових робочих місць). З огляду на досягнуті успіхи, вирішено продовжити програму до 2015 року із збільшенням її фінансування.
У 2007 призначив главою Консультативної ради з прав людини колишнього політв'язня Ахмеда Херзенні. Йому була доручена масштабна програма в галузі інформування підданих по даній темі і реабілітації жертв політичних репресій.
У 2009 відсвяткував 10-річчя свого правління. За оцінками західних спостерігачів, за цей час країна суттєво просунулася до значно більш м'якої форми авторитаризму в порівнянні з режимом його батька Хассана II. Цивільні права багатьох груп населення, наприклад, жінок, були розширені, помітно покращилася ситуація у сфері дотримання прав людини і свободи преси (особливо в порівнянні з іншими країнами африканського та арабо-мусульманського регіону), країна досягла великих успіхів в соціально-економічному розвитку. Проте присутня і суттєва критика у зв'язку з масовою корупцією, бідністю, недостатніми темпами реформ в галузі прав людини та іншими проблемами. Зокрема тривають переслідування ЗМІ, тортури і свавільні затримання. Корупція не тільки не знижується, але навіть посилюється, понад 40 % населення залишаються неписьменними, у доповіді про індексі людського розвитку ООН Марокко займає 126 місце.
У 2011 з ініціативи короля Мохаммеда VI проведена конституційна реформа, відповідно до якої розширені повноваження парламенту і прем'єр-міністра країни, гарантовані незалежність судової системи, основні права та свободи громадян. Берберська мова отримала статус офіційної поряд з арабською. Також в Основний закон країни включені положення щодо розширення місцевого самоврядування, соціальних питань та боротьби з корупцією.

## Особисте життя
Його дружина Лалла Сальма належить до впливового в Марокко арабського клану Беннані. Син короля Мохаммеда VI Мулай Хассан, який народився в травні 2003 року, є спадкоємцем марокканського престолу. 1 березня 2007 у королівської сім'ї народилася дочка. Принцеса отримала ім'я Лалла Хадіджа (Lalla Hadija).